# Pierre Charles
Pierre Charles (* 30. Juni 1954 in Grand Bay; † 6. Januar 2004 in Roseau) war ein dominicanischer Politiker. Von 2000 bis zu seinem Tod war er Ministerpräsident der Karibikinsel.
Charles war Mitglied der Dominica Labour Party. Bevor er Ministerpräsident wurde, gehörte er bereits in verschiedensten Funktionen dem Kabinett an. Unter anderem hatte er als Minister für Kommunikation und als Minister für Arbeit gedient. Zuletzt war er im Kabinett von Ministerpräsident Rosie Douglas Außenminister Dominicas. Zwei Tage nach Douglas’ Tod wurde Charles am 3. Oktober 2000 zu seinem Nachfolger gewählt.
Im Februar 2003 erkrankte Charles schwer und musste sich einer Angioplastie unterziehen. Sein gesundheitlicher Zustand ließ Stimmen nach einem Rücktritt laut werden. Auf Empfehlung seines Kardiologen übergab Charles im November 2003 die Amtsführung an seinen Stellvertreter, Außenminister Osborne Riviere, um einen Genesungsurlaub anzutreten, blieb aber offiziell im Amt.
Am 6. Januar 2004 brach Charles zusammen und starb im Alter von 49 Jahren im Princess Margaret Hospital der dominicanischen Hauptstadt Roseau.
| Personendaten    | Personendaten             |
| ---------------- | ------------------------- |
| NAME             | Charles, Pierre           |
| KURZBESCHREIBUNG | dominicanischer Politiker |
| GEBURTSDATUM     | 30. Juni 1954             |
| GEBURTSORT       | Grand Bay                 |
| STERBEDATUM      | 6. Januar 2004            |
| STERBEORT        | Roseau                    |